# Metaltex
Metaltex ist ein 1945 in der Schweiz gegründetes, internationales Unternehmen, das Haushaltswaren entwickelt, produziert und vertreibt.

## Geschichte
Metaltex wurde 1945 in Mendrisio von Egidio Morandi gegründet. Die Firma stellte Haushaltswaren aus Draht her. Zu Beginn des 20. Jahrhunderts lagen die Produktionsorte für Siebe, Schneebesen und Schaumlöffel im Grenzgebiet zwischen der Schweiz und der Provinz Como.
Das Unternehmen verlagerte seine Produktion nach Blevio, einer Stadt am Ufer des Comer Sees. Es folgte eine Kapazitätserweiterung mit der Verlagerung der Produktionsanlage nach Cernobbio und dann nach Maslianico, ebenfalls in der Provinz Como. Im Laufe der Jahre erstreckte sich das Sortiment auf andere Haushaltsprodukte: Küchenhelfer, Spülkörbe, Körbe, Regale, Bücherregale, Wandregale und Wäscheständer.
In den folgenden Jahrzehnten eröffnete die Metaltex-Gruppe Niederlassungen in den wichtigsten europäischen Ländern sowie in Amerika und Asien. Metaltex-Markenprodukte werden in über 75 Ländern weltweit verkauft. Das Sortiment umfasst über 2000 Artikel aus den Produkt-Familien Küchen- & Haushaltshelfer, Raumsparer & Ordnung und Wäschepflege.